# Piper densiciliatum
Piper densiciliatum är en pepparväxtart som beskrevs av Truman George Yuncker. Piper densiciliatum ingår i släktet Piper och familjen pepparväxter. Inga underarter finns listade i Catalogue of Life.